# Testudinaria
Genre
Synonymes
- Nanduti Mello-Leitão, 1945
- Arcidius Simon, 1893

Testudinaria est un genre d'araignées aranéomorphes de la famille des Araneidae.

## Distribution
Les espèces de ce genre se rencontrent en Amérique du Sud et en Amérique centrale.

## Liste des espèces
Selon World Spider Catalog (version 24.5, 04/11/2023) :
- Testudinaria bonaldoi Levi, 2005
- Testudinaria charapa Dupérré & Tapia, 2023
- Testudinaria debsmithae Levi, 2005
- Testudinaria derocheae Dupérré & Tapia, 2023
- Testudinaria elegans Taczanowski, 1879
- Testudinaria geometrica Taczanowski, 1879
- Testudinaria gravatai Levi, 2005
- Testudinaria lemniscata (Simon, 1893)
- Testudinaria quadripunctata Taczanowski, 1879
- Testudinaria rosea (Mello-Leitão, 1945)
- Testudinaria unipunctata (Simon, 1893)

## Systématique et taxinomie
Ce genre a été décrit par Taczanowski en 1879.
Nanduti a été placé en synonymie par Levi en 2002.
Arcidius a été placé en synonymie par Levi en 2005.

## Publication originale
- Taczanowski, 1879 : « Les aranéides du Pérou central (suite). » Horae Societatis entomologicae Rossicae, vol. 15, p. 102-136.